# Файнберг, Владимир Яковлевич
Влади́мир Я́ковлевич Фа́йнберг (1 января 1926, Москва — 15 ноября 2010 года, там же) — советский и российский физик-теоретик. Член-корреспондент РАН (с 2000 года). Профессор кафедры квантовой теории и физики высоких энергий физического факультета МГУ.

## Биография
Окончил МИФИ по специальности «Теоретическая физика» (кафедра 32). В 1952 году защитил кандидатскую диссертацию под названием «К теории взаимодействия частиц с высшими спинами с электромагнитными и мезонными полями». В 1962 году получил степень доктора физико-математических наук. Тема диссертации: «Вопросы дисперсионного метода в квантовой теории поля». В 1972 году получил звание профессора. Преподавал на физическом факультете МГУ с 1956 по 1996 годы. Читал курсы «Квантовая теория поля», «Квантовая электродинамика», «Квантовая неабелева теория поля», «Дисперсионные соотношения». В 2000 году выбран членом-корреспондентом Российской академии наук.
Область научных интересов:
- теория частиц с высшими спинами;
- теория возбужденных состояний нуклонов;
- дисперсионные соотношения для нуклон-нуклонного рассеяния;
- общая теория высокосингулярных взаимодействий;
- бозонные и фермионные струны;
- эквивалентность многофотонных функций Грина в статистических квантовых теориях поля Даффина — Кеммера — Петьо и Клейна — Гордона — Фока и совпадение результатов двух теорий для конденсата Бозе — Эйнштейна.

Похоронен в Москве на Троекуровском кладбище.

### Статьи
- Файнберг В. Я., Фейнберг Е. Л. Электромагнитное излучение при столкновениях протон-нейтрон // ДАН СССР. — 1949. — Т. 68, № 1. — С. 45—47.
- Файнберг В. Я. О каскадной кривой в тяжелых элементах // ЖЭТФ. — 1952. — Т. 22, вып. 1. — С. 112—119.
- Тамм И. Е., Силин В. П., Файнберг В. Я. К релятивистской теории взаимодействия нуклонов // ЖЭТФ. — 1953. — Т. 24, вып. 1. — С. 3—13.
- Файнберг В. Я. К теории возбужденных состояний нуклонов. I // ЖЭТФ. — 1953. — Т. 25, вып. 6. — С. 636—643.
- Файнберг В. Я. К теории возбужденных состояний нуклонов. II // ЖЭТФ. — 1953. — Т. 25, вып. 6. — С. 644—652.
- Силин В. П., Файнберг В. Я. Рассеяние π-мезонов на нуклеонах // УФН. — 1953. — Т. 50, вып. 3. — С. 325—364.
- Тамм И. Е., Гольфанд Ю. А., Файнберг В. Я. Полуфеноменологическая теория взаимодействия π-мезонов с нуклонами. I. Рассеяние π-мезонов нуклонами // ЖЭТФ. — 1954. — Т. 26, вып. 6. — С. 649—667.
- Силин В. П., Тамм И. Е., Файнберг В. Я. Метод усеченных уравнений поля и его применение к рассеянию мезонов нуклонами // ЖЭТФ. — 1955. — Т. 29, вып. 1. — С. 6—19.
- Файнберг В. Я. К теории взаимодействия частиц с высшими спинами с электромагнитным и мезонным полями // Труды ФИАН. — 1955. — Т. 6. — С. 269—332.
- Силин В. П., Файнберг В. Я. Метод Тамма — Данкова // УФН. — 1955. — Т. 56, вып. 4. — С. 569—635.
- Силин В. П., Файнберг В. Я. Вводная статья // Проблемы современной физики. — 1955. — № 10. Метод Тамма — Данкова. — С. 7—17.
- Файнберг В., Фрадкин Е. Дисперсионное соотношение для ферми-частиц // ДАН СССР. — 1956. — Т. 109, № 3. — С. 507—510.
- Файнберг В. Я. О нелинейных уравнениях в квантовой теории поля // ЖЭТФ. — 1956. — Т. 30, вып. 3. — С. 608—609.
- Файнберг В. Я. Об аналитических свойствах причинных коммутаторов // ЖЭТФ. — 1959. — Т. 36, вып. 5. — С. 1503—1508.
- Файнберг В. Я. Применение метода дисперсионных соотношений в квантовой электродинамике // ЖЭТФ. — 1959. — Т. 37, вып. 5. — С. 1361—1371.
- Киржниц Д. А., Файнберг В. Я., Фрадкин Е. С. О структуре функции Грина фотона // ЖЭТФ. — 1960. — Т. 38, вып. 1. — С. 239—242.
- Малахов В. В., Рашевская Е. П., Файнберг В. Я. Применение дисперсионного подхода к исследованию простейших функций Грина в мезодинамике // ЖЭТФ. — 1960. — Т. 38, вып. 6. — С. 1803—1813.

## Награды
- орден «Знак Почёта»
- медаль «За доблестный труд»